# Amtsgericht Riesa

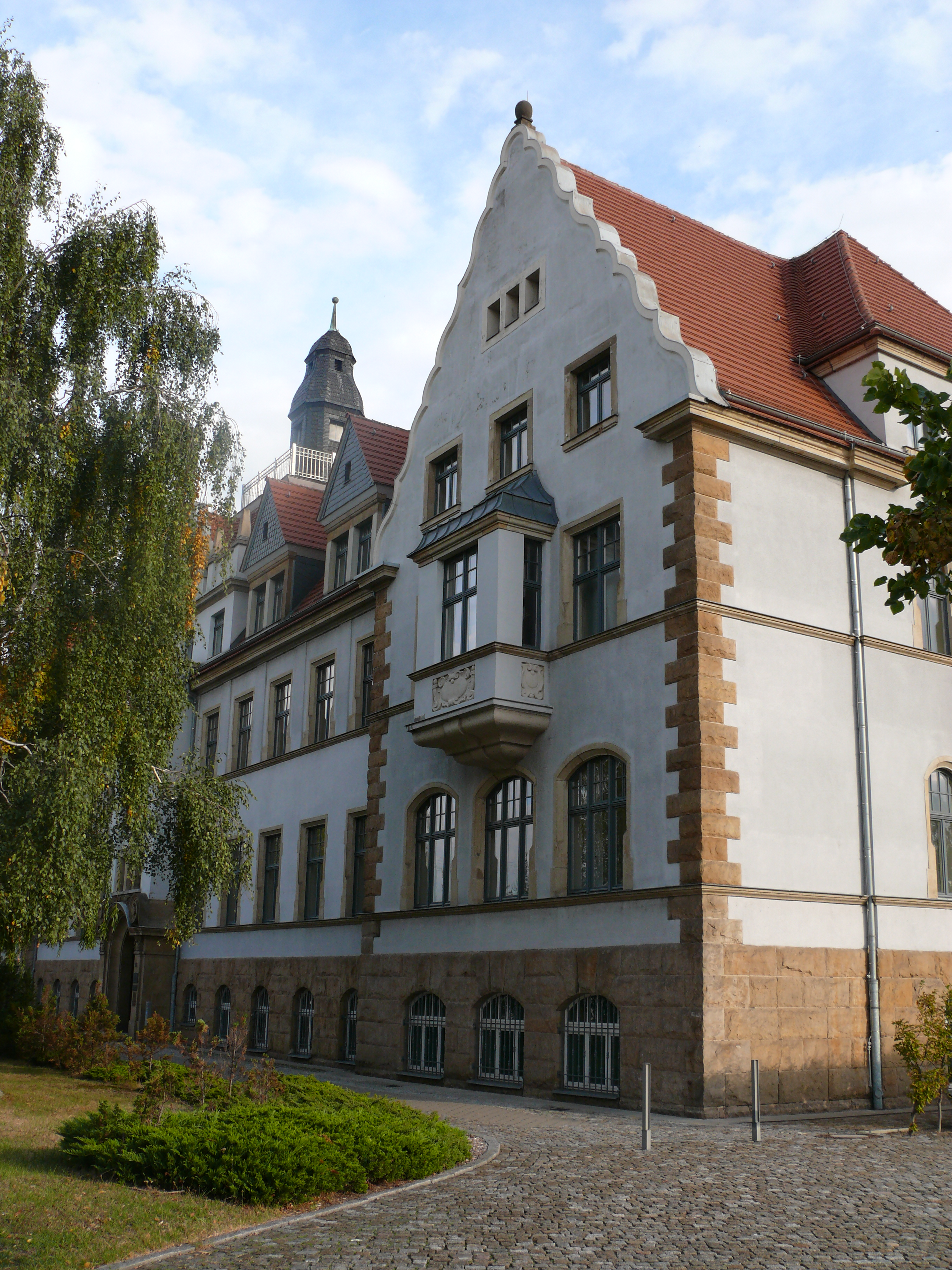
Amtsgericht Riesa (im September 2012)

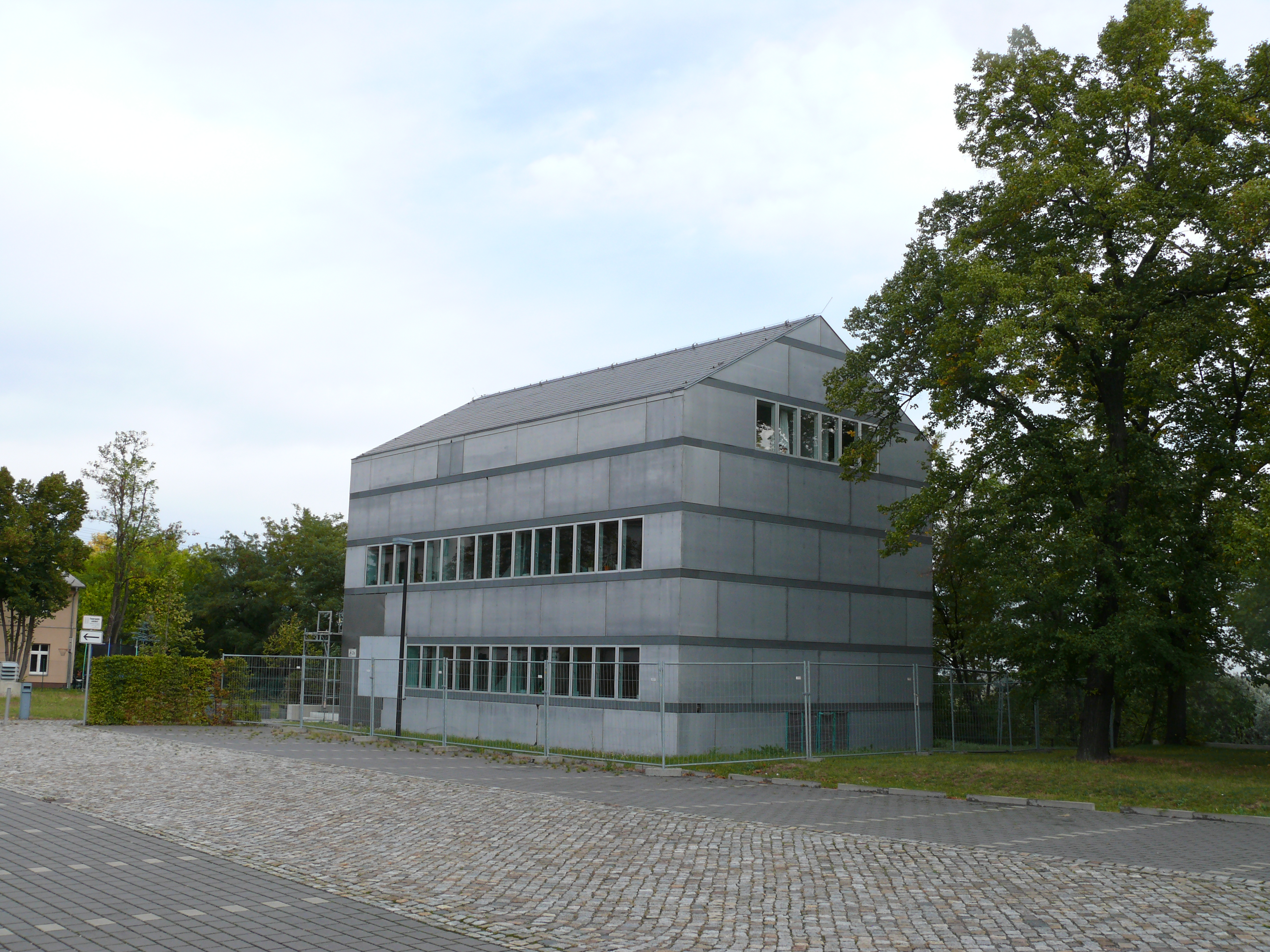
Neubau des Amtsgerichts

Das Amtsgericht Riesa ist ein Gericht der ordentlichen Gerichtsbarkeit in dem heutigen Riesaer Stadtteil Gröba und eines von insgesamt 25 Amtsgerichten im Freistaat Sachsen.

## Gerichtssitz und -bezirk
Der Gerichtsbezirk des Amtsgerichts Riesa umfasst den ehemaligen Landkreis Riesa-Großenhain (§ 1 Abs. 4, Anlage Nr. 21 Sächsisches Justizgesetz). Das Gericht hat seinen Sitz auf der Lauchhammerstraße 10. Dem Amtsgericht Riesa ist das Landgericht Dresden unmittelbar übergeordnet, zuständiges Oberlandesgericht ist das Oberlandesgericht Dresden. 
Dem Gericht unterstehen auch die sich im Gebiet des ehemaligen Landkreis Riesa-Großenhain befindlichen Schiedsstellen mit ihren Friedensrichtern.

## Geschichte
1850 ging das Privileg der Patrimonialgerichtsbarkeit des Rittergutes Riesa an den sächsischen Staat über, der hierfür das Königliches Gericht Riesa schuf. 1856 wurden die Eingangsgerichte in Sachsen vereinheitlicht und es entstanden Gerichtsämter. Das Königliche Gericht Riesa wurde aufgehoben und das Gerichtsamt Riesa geschaffen. Im Rahmen der Reichsjustizgesetze wurden 1879 im Königreich Sachsen die Gerichtsämter aufgehoben und Amtsgerichte, darunter das Amtsgericht Riesa, geschaffen. Der Gerichtssprengel umfasste Riesa mit Göhlis, Bobersen mit oberen und unteren Elbhäusern, Böhlen, Forberge, Glaubitz, Gostewitz, Gröba, Grödel mit Vogelberg, Heyda, Jahnishausen, Kobeln, Langenberg, Lessa, Leutewitz bei Riesa, Mehltheuer, Mergendorf, Merzdorf, Moritz, Nickritz, Nünchritz, Oberreußen, Oelsitz, Pahrenz, Pausitz, Pochra mit Neupochra, Poppitz bei Riesa, Prausitz, Promnitz, Radewitz, Röderau, Sageritz, Weida, Zeithain und Zschaiten. Das Amtsgericht Lommatzsch war eines von 14 Amtsgerichten im Bezirk des Landgerichtes Dresden. Der Amtsgerichtsbezirk umfasste danach 16.129 Einwohner. Das Gericht hatte damals eine Richterstelle und war ein kleines Amtsgericht im Landgerichtsbezirk. Es war gleichzeitig Elbzollgericht.
1883 wurde das Amtsgericht Strehla aufgehoben und die Hälfte dessen Sprengels dem Amtsgericht Riesa zugeordnet. Gleichzeitig Gohrisch mit Forsthaus und Forstrevier, Heidehäuser bei Lichtensee, Kleintrebnitz, Lichtensee, Marksiedlitz, Rieska und Streumen vom Amtsgericht Großenhain an das Amtsgericht Riesa überwiesen.
Mit der Verordnung zur Änderung von Gerichtsbezirken im Lande Sachsen vom 5. Mai 1951 wurden die Gerichtsbezirke in der DDR an die Landkreise angepasst. Der Sprengel des Amtsgerichts Riesa war damit der Kreis Großenhain. Mit der Verwaltungsreform von 1952 wurde das Amtsgericht Riesa aufgehoben und Kreisgerichte eingerichtet. Gerichtssprengel war nun der Kreis Riesa. Nach der Wende wurde das Amtsgericht Riesa 1992 neu eingerichtet.

## Gebäude
Da das erste Amtsgerichtsgebäude sich bald als zu klein herausstellte, ließ der Staat 1896 auf der Albertstraße (ab 1922 Klosterstraße) ein Gerichtsgebäude errichten, das im Jahr darauf bezogen wurde und heute das Riesaer Polizeirevier beherbergt. Einige Jahrzehnte sollte das Amtsgericht seinen Sitz in einem Gebäude auf der Robert-Koch-Straße haben, das 2000 abgerissen wurde. 1999 zog es in das ehemalige Verwaltungsgebäude des Stahlwerks um.
Das Gebäude wurde 1909 als symmetrisch gestalteter Repräsentationsbau mit seitlichen Giebeln und Dachreiter errichtet, der stilistisch zwischen Späthistorismus und Reformstil angesiedelt wird. Es wurde zunächst als Verwaltungsgebäude des Stahl- und Walzwerkes Riesa genutzt und 1999 an das Gericht übergeben. Der Vorgarten wird von Resten der ehemaligen Einfriedung umschlossen und beinhaltet zwei zwischen 1935 und 1945 geschaffene Plastiken am Hauptzugangsweg, die unter Denkmalschutz stehen (Objektnummer 08965460). Von 1999 bis 2004 wurde das Gebäude saniert und steht heute ebenfalls unter Denkmalschutz (Objektnummer 08965459). 
Zudem bekam es einen Neuanbau, für den das Architektenbüro rohdecan aus Dresden verantwortlich zeichnete. Der Neuanbau erhielt aufgrund 2004 der in den Vordergrund gerückten „Funktionalität des Rechtssystems“ den Architekturpreis des Landesverbandes Sachsen des Bundes Deutscher Architekten. 2008 wurden jedoch Mängel bekannt, die ein Beweissicherungsverfahren nach sich zogen.

## Juristen, die am Amtsgericht Riesa tätig waren
- Adolf Niggemeier, 1949–1950 Justizpraktikant